# 앤 드보락

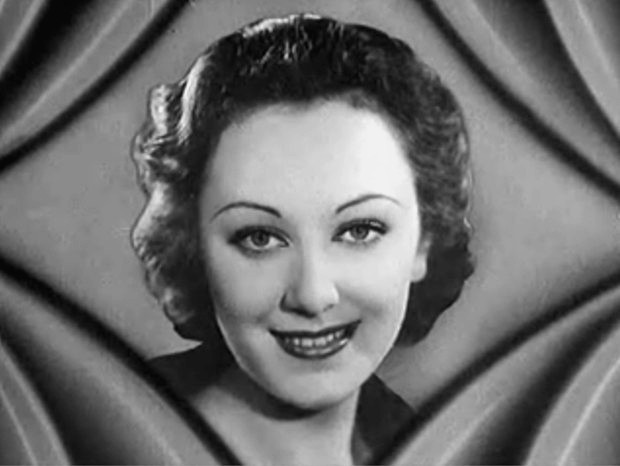

앤 드보락(Ann Dvorak, 1911년 8월 2일 ~ 1979년 12월 10일)는 미국의 배우, 각본가, 연극 배우, 영화배우이다.
뉴욕에서 태어났으며 호놀룰루에서 사망하였다. 사인은 위암이다.

## 영화
- 라이프 오브 허 원 (1950년)
- 벨아미의 고백 (1947년)
- 블레임 오브 바바리 코스트 (1945년)
- 메레리 위 리브 (1938년)
- 맨하튼 메리-고-라운드 (1937년)
- 히트 라이트닝 (1934년) - 마이라 역
- 쓰리 온 어 매치 (1932년) - 비비안 리비어 커크우드 역
- 더 크라우드 로어스 (1932년)
- 스카페이스 (1932년) - 체스카 역
- 마치 오브 타임 (1930년)
- 러브 인 더 러프 (1930년)
- 로드 바이론 오브 브로드웨이 (1930년)
- 굿 뉴스 (1930년)
- 프리 앤 이지 (1930년)
- 칠드런 오브 프레져 (1930년)
- 체이싱 레인보우 (1930년)
- 이츠 어 그레이트 라이프 (1929년)
- 소 디스 이즈 칼리지 (1929년)
- 데빌-메이-케어 (1929년)